# Spilosoma baxteri
Spilosoma baxteri là một loài bướm đêm thuộc phân họ Arctiinae, họ Erebidae.